# Bristol Buckingham
El Bristol Type 163 Buckingham fue un bombardero medio británico de la Segunda Guerra Mundial construido para la Real Fuerza Aérea (RAF). Superado por los acontecimientos, se construyó en pequeñas cantidades y se utilizó principalmente para realizar tareas de transporte y enlace.

## Diseño y desarrollo
A principios de 1939, Bristol sugirió una variante bombardero del Beaufighter con sus motores Hercules. La política británica en ese momento era obtener bombarderos medios de Estados Unidos, lo que permitía a la industria británica concentrarse en diseños de bombarderos pesados; no obstante, se solicitó un diseño basado preferiblemente en un avión existente. Esto significaba trabajar con el Beaufighter o con el Beaufort. Bristol trabajó en su diseño, primero como Type 161 y luego como Type162 Beaumont.
La especificación B.7/40 del Ministerio del Aire solicitaba un bombardero medio para sustituir al Blenheim. La especificación estipulaba una velocidad de al menos 482 km/h a 1524 m (5000 pies), una carga normal de 453 kg de bombas y una torreta central armada con al menos dos ametralladoras de 12,7 mm. Sólo un fabricante (Armstrong Whitworth) presentó un diseño completo, pero no obtuvo la aprobación. Entonces, cuando Bristol presentó su Type 162 ("tentativamente llamado Beaumont"), que combinaba bien con la B.7/40, al Estado Mayor del Aire, la compañía recibió una solicitud para completar una maqueta en 1940 y luego un contrato confirmado por tres prototipos en febrero de 1941. El Beaumont se basaba en el fuselaje trasero y la cola de un Beaufighter, con un nuevo fuselaje central y delantero. El armamento era una torreta superior con cuatro ametralladoras, con cuatro ametralladoras más disparando hacia delante y dos disparando hacia atrás.
La construcción comenzó a finales de 1940, y en torno a ella se redactaría una nueva Especificación B.2/41 del Ministerio del Aire . Los cambios en los requisitos, la eliminación del bombardeo en picado y el "apoyo directo del ejército", que se esperaba que fueran capaces de realizar los bombarderos estadounidenses entrantes, y el aumento del rendimiento para tener en cuenta el futuro, significaron que el Beaumont ya no sería suficiente. Los cambios en el rendimiento (que requerían una carga de bombas de 1814 kg, una velocidad de 579 km/h y una autonomía de 2574 km) significaron un rediseño por parte de Bristol para utilizar el motor Bristol Centaurus.
El rediseño del Bristol con un ala más grande y motores más potentes fue el Type 163 Buckingham. Tenía instalaciones artilleras en las torretas frontal, dorsal y ventral. De apariencia generalmente convencional, una característica inusual era que el bombardero/navegante estaba alojado en una góndola ventral en el medio del fuselaje, similar en apariencia a las de los anteriores Heinkel He 111H alemán y Boeing B-17C/D estadounidense. Esto fue parte de un intento de dar a todos los puestos de la tripulación visibilidad sin obstáculos y acceso a los puestos de los demás. El compartimiento de bombas podía albergar una bomba de 1814 kg, dos de 907 kg, cuatro de 453 kg o seis de 226 kg. La parte trasera de la góndola tenía una torreta accionada hidráulicamente con dos ametralladoras Browning de 7,7 mm. La torreta dorsal diseñada por Bristol llevaba cuatro Browning. El piloto controlaba otras cuatro Browning fijas que disparaban hacia adelante. Tras más cambios, la especificación B.2/41 fue sustituida por la B.P/41. Se realizó un encargo de 400 ejemplares, a un ritmo inicial de 25 por mes, con entregas previstas para marzo de 1943, pero Bristol todavía estaba preocupado porque no era una escala razonable y resultaría costosa, y como tal, se quejó al MAP por la mala planificación. El primer vuelo tuvo lugar el 4 de febrero de 1943. Durante las pruebas, el Buckingham mostró poca estabilidad, lo que llevó a la ampliación de los empenajes gemelos, junto con otras modificaciones.

## Historia operacional

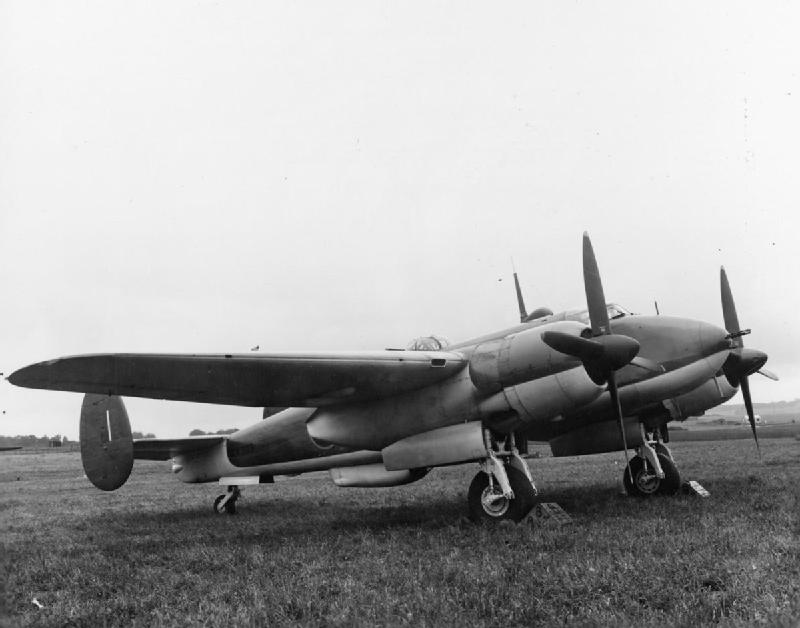
Un Buckingham B.1 en 1945.

Cuando el diseño entró en producción, los requisitos habían cambiado: los ataques contra la industria alemana eran cubiertos por Estados Unidos durante el día y por los De Havilland Mosquito del Mando de Bombardeo de la RAF durante la noche. El Buckingham no fue considerado adecuado para el uso diurno sin escolta sobre Europa, y en enero de 1944 se decidió que todos los Buckingham serían enviados al extranjero para reemplazar a los Vickers Wellington.
Una vez que se revelaron los problemas de manejo del Buckingham, se comprendió que el modelo era de poca utilidad. Como resultado, fue cancelado en agosto de 1944. Para mantener unida a la fuerza laboral de Bristol, para la posterior producción del Brigand y del Hawker Tempest, se construyó un lote de 119 unidades. Se buscaron usos para el avión y se ideó una conversión a avión de comunicaciones.
Después de que los primeros 54 ejemplares fueron construidos como bombarderos, los demás fueron convertidos para realizar tareas de mensajería de alta velocidad con el Mando de Transporte de la RAF. Se quitaron las instalaciones artilladas y se instalaron cuatro asientos y ventanas en el fuselaje. El avión fue designado Buckingham C.1. A pesar de su velocidad de 480 km/h y un alcance superior al de los transportes Mosquito, con espacio para sólo cuatro pasajeros, el Buckingham rara vez se utilizó. Un total de 65 bombarderos Buckingham quedó sin terminar en la línea de producción y terminaron siendo reconstruidos como Buckmaster, un entrenador para el similar Brigand. Considerado el "entrenador de mayor rendimiento de la RAF", el Buckmaster continuó sirviendo como entrenador hasta su retiro a mediados de la década de 1950.

## Variantes
Type 163 Buckingham
Prototipos con dos motores Centaurus IV, cuatro construidos.
Type 163 Buckingham B.1
La variante de producción voló por primera vez el 12 de febrero de 1944 con motores Centarus VI u XI, se ordenaron 400 pero se redujeron primero a 300 y luego a 119, de los cuales sólo se construyeron 54 como bombarderos.
Type 163 Buckingham C.1
La producción residual se completó como transporte rápido de mensajería con asientos para cuatro pasajeros y eliminación de blindaje y armamento, y mayor capacidad del depósito de combustible; 64 construidos.
Type 164 Brigand
Variante torpedero con alas y colas del Buckingham y nuevo fuselaje.
Type 165 Brigand II
Variante de entrenamiento del Brigand, no construida.
Type 166 Buckmaster
Variante de entrenamiento del Buckingham.
Type 169
Variante propuesta de reconocimiento fotográfico del Buckingham, no construida.

## Operadores
Reino Unido
- Real Fuerza Aérea

## Especificaciones (Buckingham C.1)
Referencia datos: Flight, 13 December 1945.

### Características generales
- Tripulación: Dos
- Capacidad: 4 pasajeros
- Longitud: 14,3 m (46,8 ft)
- Envergadura: 21,9 m (71,8 ft)
- Altura: 5,3 m (17,5 ft)
- Superficie alar: 65,8 m² (708,3 ft²)
- Perfil alar: RAF 28 modificado[10]
- Peso vacío: 10 905 kg (24 034,6 lb)
- Peso cargado: 15 422 kg (33 990,1 lb)
- Planta motriz: 2× motor radial de 18 cilindros de válvulas de camisa refrigerado por aire Bristol Centaurus VII.
  - Potencia: 1880 kW (2592 HP; 2556 CV) cada uno.
- Hélices: De cuatro palas de velocidad constante

### Rendimiento
- Velocidad máxima operativa (Vno): 541 km/h (336 MPH; 292 kt) a 3658 m (12 000 pies) con el sobrealimentador 'S'
- Alcance: 3700 km (1998 nmi; 2299 mi) a nivel del mar y a 266 km/h
- Alcance en ferry: 4800 km con dos depósitos de 840 L en la bodega de bombas
- Régimen de ascenso: 10 m/s (1968 ft/min)
- Carga alar: 230 kg/m² (47,1 lb/ft²)
- Potencia/peso: 0,25 kW/kg (0,15 hp/lb)

## Aeronaves relacionadas

### Desarrollos relacionados
- Bristol Brigand
- Bristol Buckmaster

### Aeronaves similares
- Dornier Do 217
- Junkers Ju 188
- Martin B-26 Marauder
- North American XB-28 Dragon
- Mitsubishi Ki-67
- Yokosuka P1Y

### Secuencias de designación
- Secuencia Numérica (interna de Bristol): ← 158 - 159 - 160 - 161 - 162 - 163 - 164 - 165 - 166 →